# Onthophagus planaticeps
Onthophagus planaticeps là một loài bọ cánh cứng trong họ Bọ hung (Scarabaeidae).